# Hybalus glabratus
Hybalus glabratus är en skalbaggsart som beskrevs av Fabricius 1792. Hybalus glabratus ingår i släktet Hybalus och familjen Orphnidae. Inga underarter finns listade i Catalogue of Life.